# Nanni di Banco

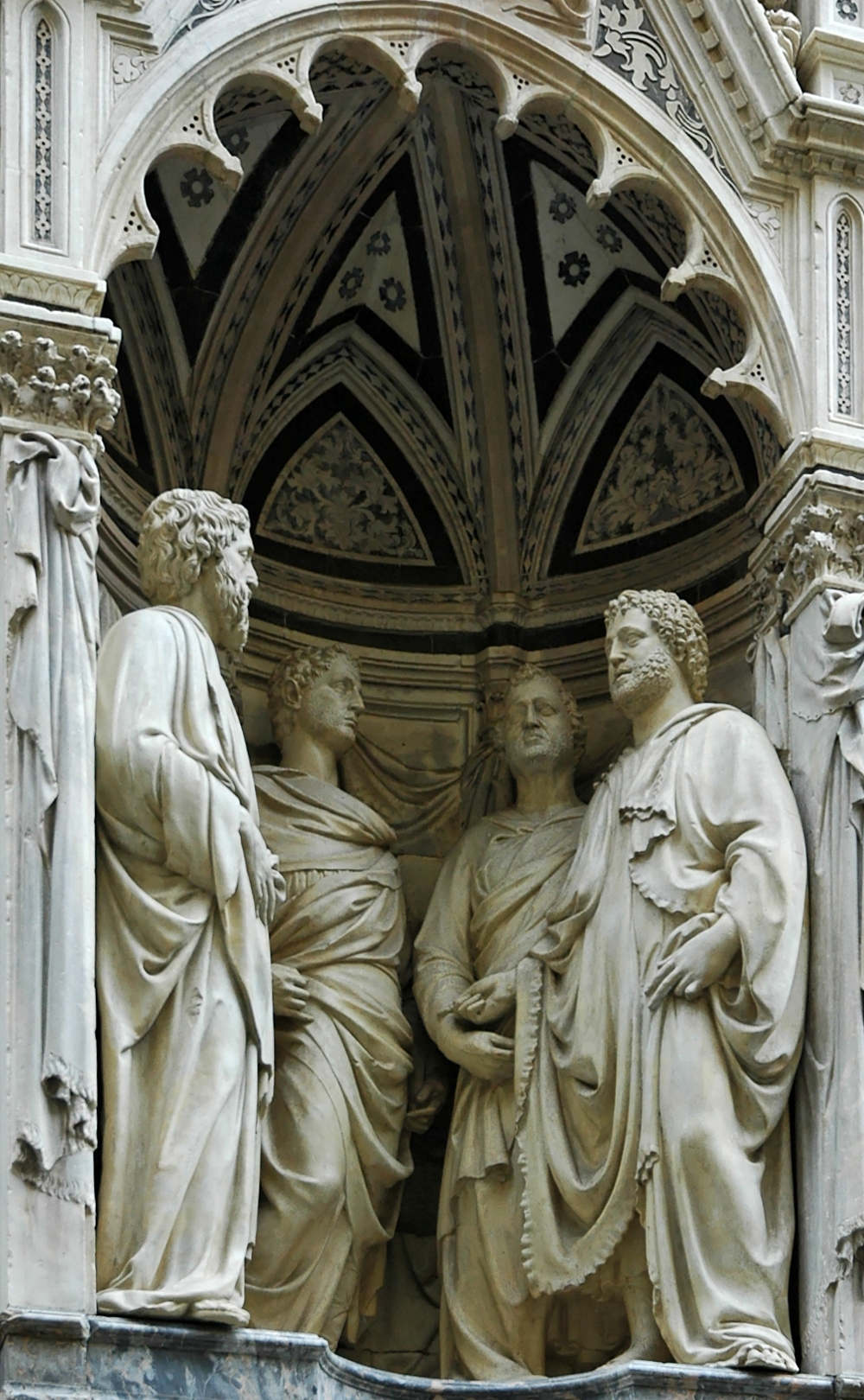
Quatre sants coronats, Florència, Orsanmichele

Giovanni di Antonio di Banco, dit Nanni di Banco (Florència, c. 1380 - 1421) va ser un escultor italià. Va reaccionar contra el manierisme tardo-gòtic, dirigint la seua recerca vers l'antiguitat, de la qual va prendre les expressions més moderades i solemnes.

## Biografia
Fill d'Antonio di Banco, escultor en la construcció de la catedral de Florència, va nàixer en aquesta ciutat al voltant de l'any 1380. La seua formació s'esdevindria probablement entre els escultors florentins que treballaven en l'obra de Santa Maria del Fiore, sobretot a partir de l'any 1391 en l'obra de decoració de la porta nord de l'església, rebatejada posteriorment amb el nom de Porta della Mandorla, on abunden àngels i personatges mitològics, inspirats en models romans, entre fulles d'acant. Les figures d'Hèrcules i d'Apol·lo, de sòlida aparença monumental, potser són obra del vell Giovanni di Ambrogio o del jove Jacopo della Quercia.
Del 1407 és el Profetino, per a la porta della Mandorla i de l'any següent l'Isaïes, en el qual encara es distingeix un manierisme tardogòtic. L'any 1419, en companyia de Brunelleschi i Donatello, va fer el model de la cúpula de Santa Maria del Fiore. Entre 1408 i 1413 va fer el Sant Lluc, avui dia al Museo dell'Opera del Duomo, destinat a un nínxol de la tribuna de la catedral i que formava part de la sèrie d'evangelistes a la qual també pertanyia el sant Joan de Donatello. Seguint el perfil de nínxol, l'estàtua està feta amb els membres allargassats, no sent això per influència de la cultura gòtica, sinó perquè les proporcions semblaren correctes des del punt de vista de l'observador, atès que l'estàtua havia de ser col·locada en una posició molt elevada. La figura és sòlida i austera, i pren de l'antiguitat el model de noble compostura. El rostre, sobretot en el tall dels cabells i de la barba, remet també als models de l'antiguitat clàssica.
Successivament va treballar en l'església d'Orsanmichele, fent-ne el sant Felip l'any 1411, el sant Eligi el 1415 i el grup amb Quatre sants coronats, format per quatre picapedrers martiritzats en negar-se a tallar divinitats paganes, fet entre l'any 1412 i el 1416, en els quals l'aparença dels retrats imperials romans es fa visible en la presència de les figures, de llurs vestits i en els gestos solemnes dels sants que, col·locats en semicercle, acompanyen la forma cilíndria del nínxol. Aquest va ser un dels models en què es va inspirar Masaccio per al rotgle d'apòstols al voltant de Crist dels fresc del tribut a la capella Brancacci. El baix relleu inclou escenes de taller d'escultura, ja siga en referència a l'ofici dels màrtirs o al propi a utor. Respecte d'aquest grup, Vasari conta un curiós episodi: 
| « | Hom diu que, havent acabat les figures cada una pel seu compte i preparat el nínxol, de mala manera no pogué encabir-ne més de tres estàtues, perquè a causa de les actituds en què les havia fetes algunes d'elles tenien els braços oberts; i així, desesperat i malcontent va anar a parlar amb Donato, i en contar-li la seua dissort i poca previsió, Donato es va posar a riure i li digué: «Si em pagues un sopar amb tots els companys de taller, em dona al cor que aconseguiré fer-los entrar al nínxol sense cap problema». I així es va acordar, i el va enviar a Prato en el seu lloc a prendre algunes mesures. Una volta Nanni se n'havia anat, Donato va prendre alguns deixebles i es posaren a la feina, modificant les estàtues, a unes les espatles i a d'altres els braços, fent lloc l'una a l'altra i posant-les juntes, la mà d'una sobre l'espatla d'una altra. I van quedar així perfectament unides, que amb el seu savi judici va reparar els errors de Nanni de manera que, col·locades encara en aquest lloc, mostren prova manifesta de concòrdia i fraternitat; i qui no en sap l'anècdota, no s'adona de l'error. En tornar Nanni, i en veure com Donato ho havia corregit tot i havia remeiat cada problema, li ho va agrair, i va pagar un sopar al quan va assistir ell mateix, i en el qual amb alegria i grans rialles va concloure aquest afer. | » |

Entre 1414 i 1421 va fer la Mare de Déu oferint la cintola a sant Tomàs, per al timpà de la Porta della Mandorla. Aquesta porta va prendre el seu nom del pedestal en forma d'ametla (mandorla) en la qual està col·locada la Mare de Déu. La iconografia és gòtica, però la torsió del cos de la Mare de Déu és un element innovador, així com les figures dels àngels que sostenen l'ametla, conferint a la composicó un ritme ascendent.

## Galeria

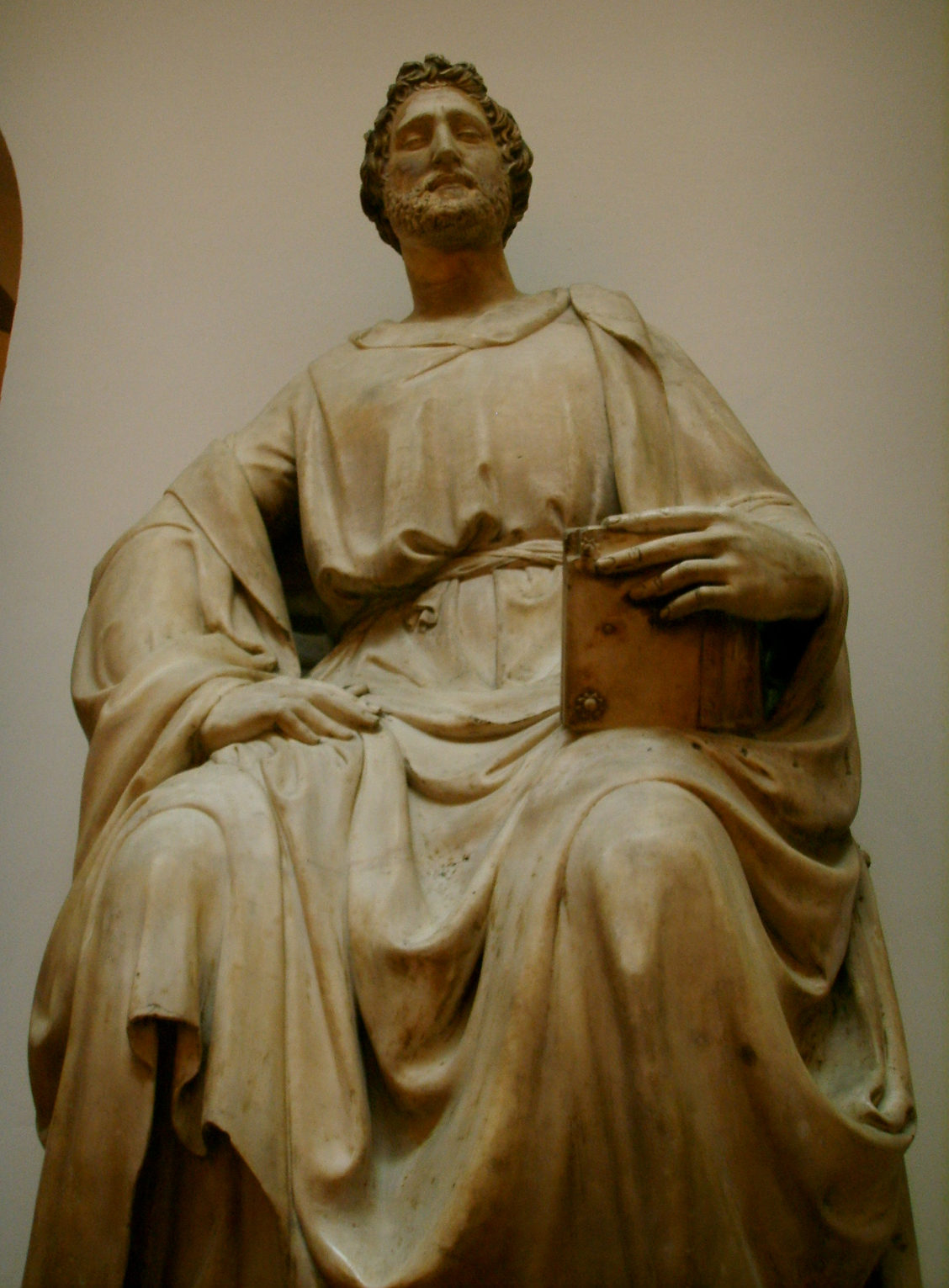
Sant Lluc, Museo dell'Opera del Duomo de Florència
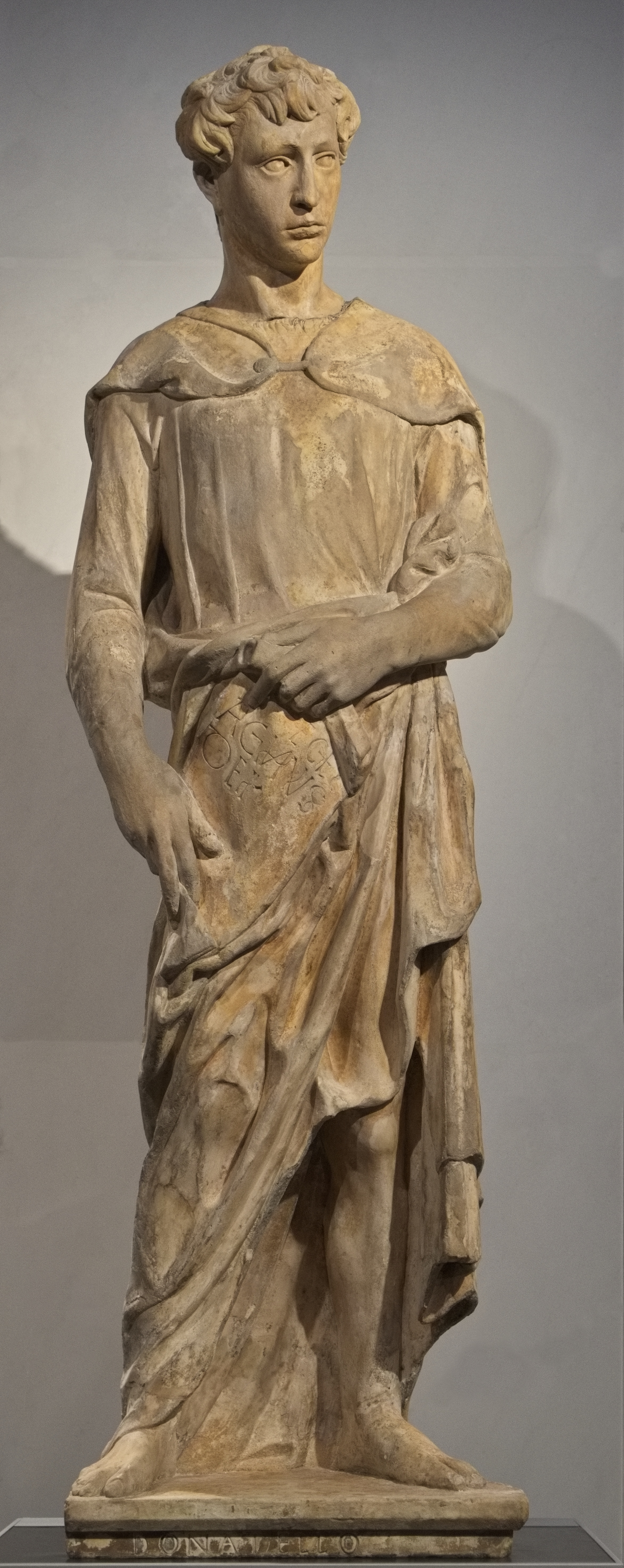
Joan Baptista, Museo dell'Opera del Duomo de Florència
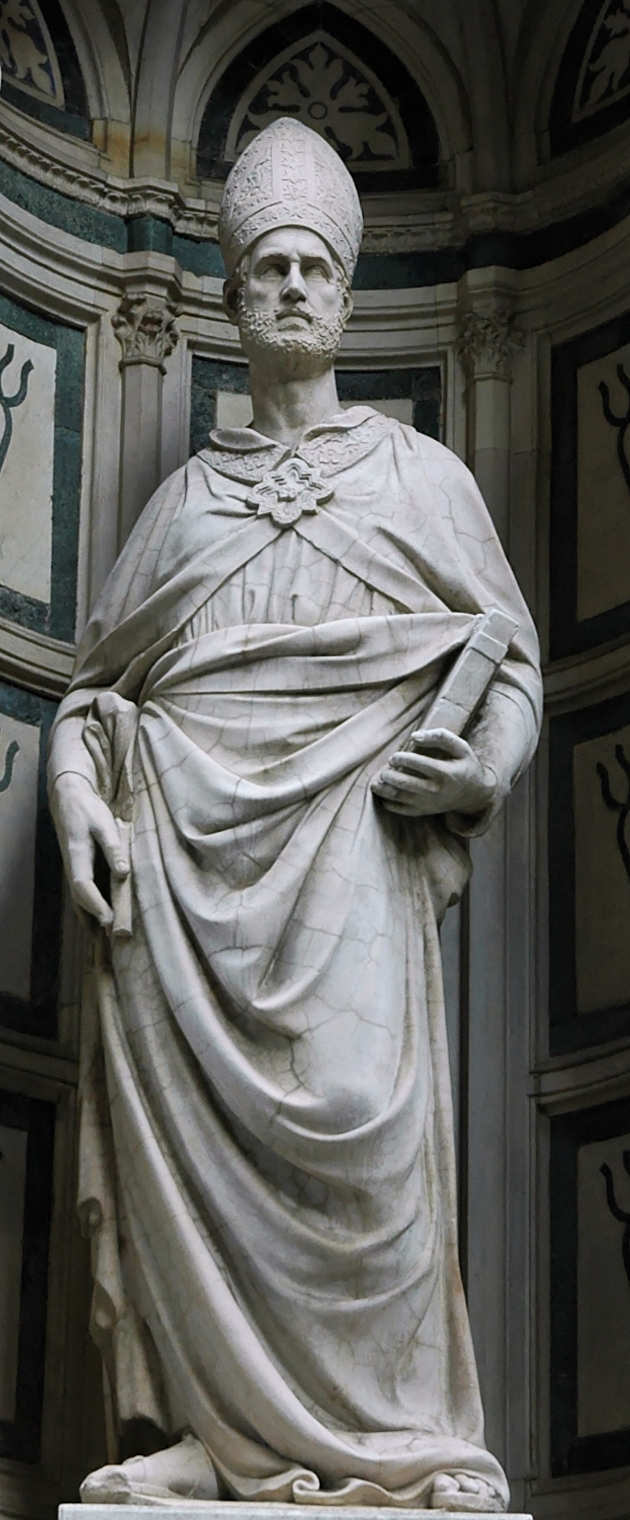
Sant Eligi, Orsanmichele